# Tecnologia da informação

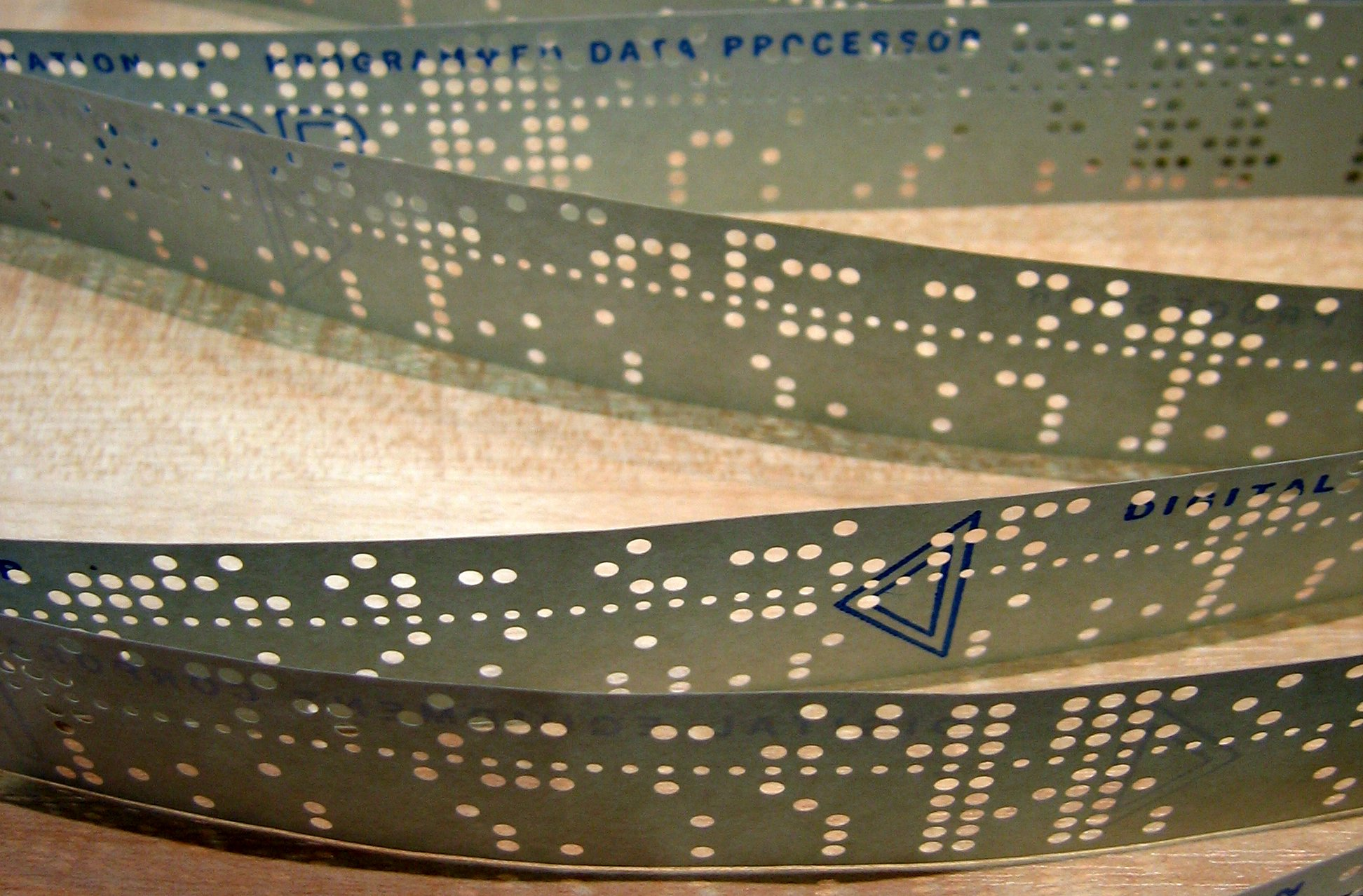
Um programa em fita de papel

A tecnologia da informação (abreviado TI) é um conjunto de recursos utilizados para criar, processar, armazenar, recuperar e trocar dados e informações; um processo que faz parte das tecnologias da informação e comunicação (TIC). Um sistema de tecnologia da informação (sistema de TI) é geralmente um sistema de informação, um sistema de comunicação ou, mais especificamente falando, um sistema computacional – incluindo todo o hardware, software e, equipamentos periféricos — operado por um grupo limitado de usuários de TI que faz o tratamento de dados (estatística, relatório e, decisão).
Embora os humanos estejam armazenando, recuperando, manipulando e comunicando informações desde que os primeiros sistemas de escrita foram desenvolvidos, o termo tecnologia da informação em seu sentido moderno apareceu pela primeira vez em um artigo de 1958 publicado na Harvard Business Review como information technology; os autores Harold J. Leavitt e Thomas L. Whisler comentaram que "a nova tecnologia ainda não tem um único nome estabelecido. Vamos chamá-la de tecnologia da informação (TI)". Sua definição consiste em três categorias: técnicas de processamento, aplicação de métodos matemático-estatísticos, tomada de decisão e, a simulação do pensamento de ordem superior por meio de programas de computador.
O termo é comumente usado como sinônimo de computadores e redes de computadores, mas também abrange outras tecnologias de distribuição de informações, como televisão e telefones. Vários produtos ou serviços dentro de uma economia estão associados à tecnologia da informação, incluindo hardware de computador, software, eletrônicos, semicondutores, internet, equipamentos de telecomunicações e comércio eletrônico.
Com base nas tecnologias de armazenamento e processamento empregadas, é possível distinguir quatro fases distintas do desenvolvimento da TI: pré-mecânica (3000 a.C.-1450 d.C.), mecânica (1450-1840), eletromecânica (1840-1940) e eletrônica (1940-presente).
A tecnologia da informação também é um ramo da ciência da computação, que pode ser definida como o estudo geral do procedimento, estrutura e processamento de vários tipos de dados. À medida que esse campo continua a evoluir em todo o mundo, a prioridade e a importância gerais também aumentaram, e é aí que começamos a ver a introdução de cursos relacionados à ciência da computação na educação K-12.

## O termo
A tecnologia da informação ajuda a empresa a fazer a gestão da informação eficaz. De acordo com Jorge Luis Nicolas Audy, Gilberto Keller de Andrade e, Alexandre Cidral (em 2005) a Tecnologia da Informação (TI) de forma genérica é considerada como "o conjunto de recursos não-humanos empregados na coleta, armazenamento, processamento e distribuição da informação.”; "Que também envolve os métodos, as técnicas e, as ferramentas de planejamento, desenvolvimento e suporte dos processos informacionais."
O desenvolvimento cada vez mais rápido de novas tecnologias de informação modificou também as bibliotecas e os centros de documentação (principais locais de armazenamento de informação), introduzindo novas formas de organização e acesso aos dados e obras armazenadas; reduziu custos e acelerou a produção dos jornais e possibilitou a formação instantânea de redes televisivas de âmbito mundial.
Além disso, tal desenvolvimento facilitou e intensificou a comunicação pessoal e institucional, através de programas de processamento de texto, de formação de bancos de dados, de editoração eletrônica, bem como de tecnologias que permitem a transmissão de documentos, envio de mensagens e arquivos, assim como consultas a computadores remotos (via rede mundiais de computadores, como a Internet). A difusão das novas tecnologias de informação trouxe também impasse e problemas, relativos principalmente à privacidade dos indivíduos e ao seu direito à informação, pois os cidadãos geralmente não têm acesso a grande quantidade de informação sobre eles, coletadas por instituições particulares ou públicas.[carece de fontes?]
As tecnologias da informação não incluem somente componentes de máquina. Existem tecnologias usadas para lidar com o ciclo da informação, como técnicas de classificação, que não requerem uso de máquinas apenas em um esquema. Esse esquema pode, também, ser incluído em software. As tecnologias de classificação e organização de informações existem desde que as bibliotecas começaram a ser formadas. Qualquer livro sobre organização de bibliotecas traz essas tecnologias.[carece de fontes?]
Os maiores desenvolvedores mundiais desse tipo de tecnologia são Suécia, Finlândia, Suíça, Israel, Singapura, Países Baixos e os Estados Unidos. As empresas que fornecem este tipo de tecnologia são conhecidas como empresas de TI e nelas incluem-se nomes como por exemplo a Microsoft, LinkedIn, Cloudflare ou Xing.. Segundo o Relatório Global de Tecnologia da Informação 2015-2016 do Fórum Econômico Mundial. O Brasil é o 72ª nesse ranking.

### Impactos na empresa
Inicialmente, para que a incorporação da TI nas empresas seja bem sucedida, é importante que haja uma redefinição ou reestruturação dos sistemas produtivos e gerenciais, pois a realidade mercadológica vem sofrendo mudanças e passa a exigir estratégias, qualidade e diferenciação dos serviços e produtos através da sinergia do trabalho corporativo. As networks, por exemplo, são elementos essenciais ao processo de integração das atividades das organizações e como fonte potencial de competitividade, apresentam grande poder de armazenamento de dados. (DE MEDEIROS VALLE, 1996).
A introdução de SI/TI numa organização irá provocar um conjunto de alterações, nomeadamente em nível das relações da organização com o meio envolvente (analisadas em termos de eficácia) e em nível de impactos internos na organização (analisados através da eficiência).
As TI são um recurso valioso e provocam repercussões em todos os níveis de estrutura organizacional:
1. no nível estratégico, quando uma ação é suscetível de aumentar a coerência entre a organização e o meio envolvente, que por sua vez se traduz num aumento de eficácia em termos de cumprimento da missão organizacional;
2. nos níveis operacional e administrativo, quando existem efeitos endógenos, traduzidos em aumento da eficiência organizacional em termos de opções estratégicas. No entanto, ao ser feita essa distinção, não significa que ela seja estanque, independente, pois existem impactos simultâneos nos vários níveis: estratégico, operacional e tático.

Assim, temos que os SI que permitem às organizações a oferta de produtos a preços mais baixos, que, aliados a um bom serviço e à boa relação com os clientes, resultam numa vantagem competitiva adicional, através de elementos de valor acrescentado cujo efeito será a fidelidade dos clientes.
A utilização de TI pode provocar, também, alterações nas condições competitivas de determinado mercado, em termos de alteração do equilíbrio dentro do setor de atividade, dissuasão e criação de barreiras à entrada de novos concorrentes. Os SI/TI permitem, ainda, desenvolver novos produtos/serviços aos clientes ou diferenciar os já existentes dos da concorrência e que atraem o cliente de forma preferencial em relação à concorrência.
A utilização de alta tecnologia vai permitir uma relação mais estreita e permanente entre empresa e fornecedores, na medida em que qualquer pedido/sugestão da parte da empresa é passível de ser atendido/testado pelos fornecedores. A tecnologia permitiu uma modificação na maneira de pensar e de agir dos produtores e consumidores.
As Tecnologias de Informação têm reconhecidamente impactos no nível interno das organizações: na estrutura orgânica e no papel de enquadramento/coordenação na organização; em nível psicossociológico e das relações pessoais; no subsistema de objetivos e valores das pessoas que trabalham nas organizações; bem como no subsistema tecnológico.
À medida que  a tecnologia da informação (TI) vai sendo incorporada no sistema produtivo a estrutura e os processos organizacionais são alterados. Temos como exemplo a substituição do trabalho físico por máquinas e robôs  e a automação de processos. Quando empenhada de modo holístico na organização, a Tecnologia da Informação pode ser efetiva, em função do aumento da capacidade de processamento de dados e elaboração de informações úteis à gestão estratégica. Outros aspectos podem ser considerados como potenciais resultados que a TI desperte nas organizações, como a grande velocidade nas comunicações internas e externas e feedbacks, aumento de produtividade, mediante eliminação de etapas ociosas, acompanhamento e controle de processos. (DE MEDEIROS VALLE, 1996).

### Impactos na segurança empresarial
A Tecnologia da Informação segue em avanço constante, mas ao mesmo tempo sua gestão no quesito segurança,  não acompanha o mesmo ritmo das políticas de segurança e não está ainda em um patamar que pode ser considerado eficiente. Com tantos recursos disponíveis e possibilidades quase ilimitadas, os gestores esquecem que agora sua empresa possui mais uma porta para o mundo, porta esta que, se aberta, pode dar a um indivíduo valiosas informações sobre sua organização.
A era tecnológica implica a gestão do conhecimento que é uma prática cíclica, onde sua aplicação consiste na criação, inovação e na funcionalidade de produtos e serviços.

### Dispositivos móveis em ambientes corporativos
Conforme abordado por De Carvalho Neto (2017), a necessidade de conectividade e mobilidade advindas das transformações da Era da Informação vão sendo sanadas por certos tipos de equipamentos, como os dispositivos móveis, smartphones, notebooks e tablets por exemplo. Tais dispositivos estão sendo usados cada vez mais, principalmente pela acessibilidade e popularidade dessas novas tecnologias. Organizações atualmente fazem negócios de forma virtual, processam dados e produzem informações através de dispositivos móveis.
São inúmeras as vantagens advindas do uso de dispositivos móveis no ambiente empresarial, como a facilidade de acesso e divulgação de informações, redução de custos operacionais e aumento de produtividade. Além disso, tem-se uma grande capacidade de armazenamento e transporte de dados.

### Impactos na saúde
A tomada de decisões no sector público de saúde é extremamente dependente de uma informação eficaz e atempada. Todavia, segundo a OMS, na prática raramente os sistemas de informação de saúde funcionam sistematicamente pois são complexos, fragmentados e não respondem às necessidades. Todavia, estes são de extrema importância na manutenção dos direitos humanos, podendo documentar desigualdades de acesso aos cuidados. Da mesma forma, podem auxiliar a criação de uma plataforma de ação, fomentando o desenvolvimento sanitário de um tipo de população, social e economicamente desagregada, permitindo o seu acesso à informação.

## Evolução
Com os avanços da TIC e sua difusão global, a Tecnologia da Informação e Comunicação (TIC) surgiu a partir de uma convergência entre o setor de telecomunicações e recursos de informática, integrando hardwares, softwares e tecnologias de comunicação, que ao englobar um conjunto de métodos, possibilitam a criação dos sistemas de comunicação. Tais sistemas evoluíram ao longo dos anos e possibilitaram a interação e comunicação entre computadores, que passaram a lidar com uma imensurável escala de dados e informações. (DA SILVA ET. AL, 2008).
Conhecendo a evolução histórica da Tecnologia da Informação (TICs) podemos compreender o quanto essa ferramenta é necessária hoje nas empresas e perceber, por exemplo, como os sistemas atuais são modificados, desenvolvidos e aplicados.
O desenvolvimento da TI, segundo Keen (1996, p. XXV) pode ser dividida em quatro períodos distintos:
- Processamento de dados (década de 1960);
- Sistemas de informações (década de 1970);
- Inovação e vantagem competitiva (década de 1980);
- Integração e reestruturação do negócio (década de 1990);

De acordo com Foina (2001), foi com o advento dos computadores nas empresas e organizações que as TICs surgiram . Antes, o processo de tratamento das informações eram em formatos de memorandos, planilhas e tabulações, todas datilografadas e distribuídas por meio de malotes aos funcionários.
Analisando os avanços da TI vemos o quanto esse instrumento de tomada de decisão é importante no mundo dos negócios, nas empresas e na própria tecnologia.

### A era do processamento de dados
Em 1960 os computadores começaram a se tornar importantes para as grandes e médias empresas, mas eram limitadíssimos quanto a aplicações e incompatíveis entre si.
Os avanços da informática eram puxados pelo hardware como melhorias no custo, velocidade dos equipamentos e as aplicações, onde esse último era construído “do zero”, pois não existiam empresas dedicadas ao desenvolvimento de pacotes.
Na década de 1970, as linhas telefônicas de voz passaram a permitir o acesso a terminais remotos de computadores e as telecomunicações se tornam uma base tecnológica, levando as empresas a automatização das atividades burocráticas.
Toda a ação acontecia na sala de processamento de dados os chamados CPDs (Centro de Processamento de Dados) responsáveis pelo tratamento das informações, onde o acesso a esse volume de dados eram realizados por relatórios gerados pelo sistema ou terminais ligados ao computador central. Porém havia resistência por parte de usuários ao novo sistema e centralização das operações.

### A era dos sistemas de informações
Em meados de 1970 as transformações tecnológicas começaram a abrir novas opções para a transformação de dados em informações e ao melhoramento e adequação dos sistemas de acordo com as necessidades da empresa, porém ainda era um período de extrema centralização.
O terminal, pela primeira vez, se torna flexível, permitindo o computador processar diversas tarefas simultaneamente com vários usuários. Surge também os pacotes de software, onde combinado com a flexibilidade dos terminais estimulou uma série de inovações que vieram a ser conhecidas como “sistemas de apoio à decisão”.
Segundo Keen (1996, p. XXXVII), “a maior evolução técnica dessa época foi a passagem do processamento de transações para o gerenciamento de banco de dados." Surge então os sistemas gerenciadores de banco de dados (SGBDs), que organizam as informações de uma maneira eficaz, evitando duplicidade e facilitando sua análise. Assim os velhos CPDs começaram a se transformar em bibliotecas de informações. Os profissionais de informática eram os que mais resistiam às mudanças.

### A era da inovação e vantagem competitiva
Em 1980, ocorreram mudanças tecnológicas principalmente em tecnologias e microcomputadores, e o termo “Tecnologia da Informação” passou a ser mais usado.
Os gerenciadores de banco de dados se tornaram disponíveis nos PCs e softwares de custo baixo dominaram o mercado, assim as atenções se voltavam para o mercado em busca de novas estratégicas com base das tecnologias de TI. As telecomunicações e os microcomputadores liberaram o uso da TI nas empresas do mundo todo.
Criou-se programas de “consciencialização gerencial” para os altos executivos e o Centro de Suporte ao Usuário (CSU) ou o chamado Help Desk, onde os usuários consultavam para esclarecer dúvidas, além de receberem consultoria na área tecnológica, ambos para possibilitar o acesso e conhecimento das ferramentas de TI existentes nas empresas e uma maior aceitação.
Mesmo com todos os avanços da época, e com as redes locais, os computadores ainda eram incompatíveis entre si, dificultando assim a integração dos sistemas e uma maior flexibilidade. A busca pela descentralização se torna mais forte.

### Aprimoramento dos processos de negócios
Algumas das vantagens de aderir a TI na organização, se dá pelo fato da otimização de vários processos organizacionais que anteriormente eram mecânicos e manuais, e que agora estão automatizados. Com isto, a eficiência, otimização de tempo e de processos organizacionais é incrível, proporcionando a vantagem competitiva perante ao concorrente que ainda tem resistência em aderir-lá.  A TI foi muito além disto, no qual a busca de obter vantagem competitiva, foi se desenvolvendo e se adaptando às necessidades cotidianas, como exemplo, verifica-se a melhoria na disponibilidade de informações que agora se obtém o acesso com maior facilidade, possibilitando que mais colaboradores tenha acesso às informações de qualidade quase que instantaneamente,  aumentando o controle de qualidade de seus processos operacionais, além da eficiência na hora de tomada de  decisão organizacional. O uso da TI não vai somente no fato de otimizar um processo ou outro, e sim a organização como um todo, Porter e Millar (1985, p. 152) afirmam que “a TI não somente afeta a maneira como cada atividade individual é realizada, mas, através de novos fluxos de informação, a TI está aumentando a habilidade das empresas para explorar os elos entre as atividades, tanto interna como externamente à empresa. A tecnologia está criando novas ligações entre as atividades e agora as empresas podem coordenar suas atividades em conjunto com as atividades de seus clientes e fornecedores”.
Apesar de um aumento expressivo no número de organizações que optam pela utilização de TI na administração da empresa, é possível observar que nem todas conseguem explorar os privilégios que a TI acaba disponibilizando a qualquer ramo de negócio que seja, a fim de obter uma vantagem competitiva, de maneira que a mesma é utilizada somente em tarefas rotineiras e operacionais e muitas das vezes não é explorada como parte de um planejamento estratégico.
 Portanto é de suma importância um maior desenvolvimentos de artigos, pesquisas que visem auxiliar as organizações na utilização da Tecnologia da Informação no âmbito estratégico, principalmente no segmento de pequenas empresas, favorecendo e facilitando gestores destes negócios, na elaboração, implementação e é claro no controle e monitoramento de estratégias, processos e no ambiente com a finalidade de ajudar no processo decisório, consequentemente com esta aplicação lhe possibilitando a tão almejada vantagem competitiva.
 De maneira inerente, é fundamental que a Tecnologia da Informação seja maior aproveitada pelas organizações com o propósito de vencer e ultrapassar as barreiras e correntes existentes no ambiente organizacional, pode-se citar como exemplo: a resistências por parte de funcionários mais antigos, que têm dificuldades de adaptação a novas realidades, principalmente envolvendo tecnologia, seja pela própria dificuldade na utilização e aprendizado ou até mesmo ao receio de ser substituído pela própria, também a limitações financeiras de algumas empresas, em especial nas de pequeno porte ou até mesmo dúvidas em relação aos resultados e benefícios que eventualmente há de ocorrer se a mesma for aplicada corretamente, além de organizações ainda apresentarem resistências na aplicação da TI e de entender como a mesma poderá beneficiar a organização. Na sociedade em que vivemos totalmente globalizada, fica evidente as consequências para empresas que ainda é relutante a inovações de mercados e tecnológicas, acaba ficando para trás no segmento de mercado atuante.

### A era da integração e reestruturação do negócio
Na década de 1990, sistemas abertos, integração e modelos se tornam itens essenciais nos departamentos de sistemas acabando com a incompatibilidade. A integração tecnológica flexibilizou e facilitou a troca e o acesso às informações otimizando o funcionamento da empresa. Surge, por exemplo, o sistema EDI (electronic data interchange ou troca eletrônica de dados).
“A TI é reconhecida como fator crítico de capacitação, principalmente através das telecomunicações, que permite eliminar barreiras impostas por local e tempo às atividades de coordenação, serviço e colaboração”.(KEEN, 1996, p. XLIX). De modo súbito, a mudança se acelerou em quase todas as áreas do negócio e da tecnologia. A transformação e utilização das ferramentas da TI se tornam globais e as distinções entre computador e comunicação desaparecem mudando radicalmente o mundo dos negócios. O computador se torna elemento de TI indispensável em uma organização.

## Segurança
Em relação à segurança de computadores, é comum associá-los a invasões ou tomadas por cibercriminosos. No entanto, a segurança do computador não trata apenas de proteger os componentes internos de um computador, mas também de protegê-los de desastres naturais como tornados, inundações, incêndios, etc. A segurança do computador basicamente é a abreviação de "proteger o computador contra danos", ou seja, de desastres naturais, criminosos cibernéticos ou praticamente qualquer coisa que possa prejudicar o computador interna ou externamente.
A segurança cibernética é um grande tópico na categoria de segurança do computador, pois trata basicamente da proteção da tecnologia contra criminosos cibernéticos indesejados ou trolls. É um aspecto muito importante para empresas e organizações e é fundamental para a saúde geral e o bem-estar da estrutura da organização. À medida que a tecnologia está ficando mais sofisticada a cada dia, a taxa de ataques cibernéticos e violações de segurança também está aumentando, o que significa que manter a conscientização adequada sobre segurança cibernética na força de trabalho é muito importante. Com a manutenção da segurança cibernética adequada em todo o local de trabalho, há pessoas que precisam ter um conjunto de habilidades especiais para poder "proteger" o negócio ou a organização. Existem várias categorias diferentes em que isso pode ser dividido, desde redes e bancos de dados até sistemas de informação.
Com a segurança de computadores, surge a necessidade de profissionais ou pessoas com experiência educacional nos diferentes campos dessa profissão para ajudar a proteger redes, bancos de dados e sistemas de computadores contra ameaças internas e externas que possam causar danos. Com a tecnologia ficando mais sofisticada, aumenta a ameaça de danos internos a computadores e tecnologia, ou seja, ataques de ransomware, malware, spyware e phishing. Na verdade, esses são apenas alguns dos diferentes problemas com os quais esses profissionais lidam, pois há uma grande variedade de tipos diferentes de ataques em todo o mundo. Junto com diferentes problemas e ataques, há também uma grande quantidade de especialidades na profissão. Eles contêm tudo, desde o tópico geral da ciência da computação, engenharia da computação, engenharia de software, sistemas de informação e sistemas de computador. À medida que o mundo continua avançando em tecnologia, há uma necessidade desesperada de pessoas nessas profissões para ajudar a "fazer" e "executar" essas atualizações, pois elas ajudam a tornar a tecnologia e o software mais seguros e confiáveis em todo o mundo.